# Tax-on-web
Tax-on-web is het Belgische webplatform van het Ministerie van Financiën, waar onderdanen en verblijfshouders hun personenbelasting kunnen aangeven. Tax-on-web is een onderdeel van het elektronische loket voor burgers.

## Geschiedenis
Het systeem bestaat sinds 2003. Het vervangt het omslachtige en onoverzichtelijke papieren systeem met codes. Toch blijven de codes het belangrijkste onderdeel. Aangiften op papier worden trouwens ingescand en omgezet in een elektronisch dossier.

## Werking
Het grootste deel van de Belgische bevolking vult de aangifte elektronisch in via Tax-on-web.
Individuen loggen in via CSAM, de toegangscontrole opgezet door de Federale overheid. Inloggen kan via een token, een beveiligingscode via e-mail, een beveiligingscode via een app, het eID of via de itsme-app. Partners (gehuwd of samenwonend) moeten de aangifte elk individueel (elektronisch) ondertekenen. Aangiften kunnen ook verlopen via een makelaar of het belastingkantoor.
Voor loontrekkenden worden loonbrieven automatisch geregistreerd. Meestal worden fiscale giften eveneens automatisch geregistreerd, met inbegrip van het elektronisch attest. Ontbrekende papieren attesten moeten apart worden gescand, waarbij de pdf opgeladen wordt als bijlage. Het direct opladen van de ontbrekende attesten vermijdt vertraging bij de eindafrekening, mocht de belastingadministratie later hierom verzoeken.
Oudere mensen die minder vertrouwd zijn met een computer, kunnen zich laten bijstaan door familieleden, een vertrouwenspersoon, een voogd, een makelaar of een belastingkantoor. Wegens corona werden de zitdagen naar later in het jaar 2021 verschoven.

## Functionaliteit
Er is een integratie met de bank via Zoomit waardoor betalingen vlotter kunnen verlopen. Burgers worden via e-mail verwittigd wanneer de berekening klaar is. Dan kan het aanslagbiljet worden gedownload.
- Officiële fiches en attesten worden automatisch beschikbaar gemaakt via de kruispuntbank (lonen, pensioenen, bedrijfsvoorheffing, giften, pensioensparen, langetermijnsparen, woonleningen, levensverzekeringen, voorafbetalingen). De bedragen worden tevens vooraf ingevuld. Gelieve zelf nog na te kijken op volledigheid.
- Ingeven van extra individuele fiscale parameters aan de hand van codes:
  - Bepaalde bedragen, zoals niet ingehouden roerende voorheffing, moeten apart worden ingegeven
  - Gedeeltelijke recuperatie van voorafhouding roerende voorheffing op dividenden
- Ingeven van complexe constructies via sjablonen (woonlening, onroerende inkomsten, mogelijk in onverdeeldheid)
- Doornemen van alle codes en hun bedragen
- Validatie van de ingebrachte gegevens, en controleren op volledigheid en tegenstrijdigheden
- Voorlopige berekening van de aanslag (laat ook toe om bepaalde simulaties te doen). Deze berekening is benaderend omdat dit vereenvoudigd rekenmodel geen rekening houdt met speciale belastingtarieven.
- Nazicht van de voorlopige berekening
- Aangifte van buitenlandse rekeningen en verzekeringen
- Opladen van bijkomende attesten, nota's en andere documenten (via een pdf-document)
- Elektronisch ondertekenen van de aangifte
- Raadplegen van de aangiften van de vorige jaren (worden minimaal 7 jaar bijgehouden)

## Voorstel van vereenvoudigde aangifte
Personen die niets speciaals te vermelden hebben, kunnen na validatie het voorstel van vereenvoudigde aangifte elektronisch ondertekenen. Dit voorstel van vereenvoudigde aangifte wordt aan een groot deel van de Belgische burgers aangeboden.
Er kunnen steeds wijzigingen aangebracht worden aan het voorstel van vereenvoudigde aangifte, meestal door bijkomende codes in te vullen, of door bepaalde bedragen aan te passen, bijvoorbeeld voor ontbrekende giften, of voor de woonlening, voor onroerende inkomsten, niet ingehouden roerende inkomsten, of het recupereren van een deel van de roerende voorheffing op dividenden.

## Voordelen
- Geen papieren aangifte nodig
- Minder rompslomp (de gegevens moeten niet gedigitaliseerd of fysiek gearchiveerd worden)
- Extra formulieren (speciale inkomsten) moeten niet worden aangevraagd - je kan deel 2 elektronisch toevoegen indien nodig; aangifte en bijlagen moeten niet met de post worden verstuurd
- Veel gegevens zijn vooraf ingevuld en worden automatisch gevalideerd op juistheid en volledigheid (toch beter manueel nog eens nakijken)
- Het systeem controleert op vergeten codes, of stelt codes voor die bij vorige aangiften ook werden ingeleid
- Snellere verwerking (vroegere terugbetaling)
- Alle vorige aangiften worden op het platform bijgehouden
- Een elektronische aangifte mag enkele weken later worden ingediend dan de papieren versie
- Een laattijdige aangifte kan alsnog worden ingediend via een makelaar